# Proterospastis exsculpta
Proterospastis exsculpta är en fjärilsart som beskrevs av Edward Meyrick 1917. Proterospastis exsculpta ingår i släktet Proterospastis och familjen äkta malar. Inga underarter finns listade i Catalogue of Life.